# 汪直擅政
汪直擅政，又稱汪直亂政、汪直用事、汪直專權，是指明朝成化十三年（1477年）至十九年（1483年）間，太監汪直通過西廠控制朝政的時期。雖然汪直擅政沒有像王振擅政一樣導致明朝政權出現土木堡之變的情形，但其卻打開了宦官通過特務系統與朝廷官員勾結的先例。

## 西廠確立
成化十二年（1476年），當時的一名道士李子龍以「左道」馳名一時，在朝中有極多的親信，在親信的幫助之下，李子龍有機會登萬歲山，觀察內宮，被錦衣衛校尉所發現，傳出李子龍有弒君意圖，於是李子龍被正法。當時二十餘歲的明憲宗得知此事後，大為緊張、疑神疑鬼，認為到处都滿佈危險。為了避免類似的事再次發生，明憲宗朱見深十分想了解宮外的民臣動向，於是令宦官汪直從錦衣衛中選人喬裝成平民，出宮伺察。
成化十三年正月，憲宗正式設立西廠，命太監汪直負責刺探朝廷外事務。

## 擅政開始
成化十三年二月，汪直心腹錦衣衛百戶韋瑛稱楊榮之曾孫楊業家貲巨萬，常殺人，將招納亡命下海。汪直發兵籍沒福建都指揮楊業，詞語牽連連兵部主事楊仕偉、中書舍人董璵，俱下獄瀕死。韋瑛并籍其家。
三月，左都御史李賓奏擬妄報妖言者連坐處斬，而當時西廠旗校即以捕妖言圖官賞，從而大量百姓被捕冤死。同年四月，汪直令韋瑛逮捕通政使司左通政方賢、太醫院判蔣宗武下西廠獄；當時禮部郎中樂章、行人張廷網出使安南歸還，刑部郎中武清從廣西勘事歸還，浙江布政使劉福起復至京師，均被汪直並令韋瑛逮捕。御史黃本在雲南、貴州清軍刷歸還，汪直令韋瑛搜得一個象笏，被逮捕送錦衣衛，被被貶為民。
同年五月，因為當時汪直開西廠，羅織數起大獄，百姓害怕，大學士商輅上疏稱請革去西廠，罷汪直并誅韋瑛；并與憲宗發生爭執，憲宗最後批准此疏，罷免西廠。并謫韋瑛戍宣府。

## 西廠再立
西廠的廢除并沒有直接導致汪直勢力的衰弱，很快汪直恢復禦馬監職位。同年六月，御史戴縉、王億等人因多年無法升遷，於是依附汪直，進言稱汪直為官“直釐奸剔弊，允合公論”、“汪直所行，不獨可為今日法，且可為萬世法”，并請求恢復西廠。憲宗大喜，并恢復西廠。
此事前後，左都御史王越因西征而與韋瑛相識，此後交往甚深，之後依附汪直。王越屢次想取代項忠的兵部尚書之職。恰逢當時項忠率領九卿彈劾汪直，兩人在朝堂上亦辭色甚厲。此後汪直命東廠官校，發江西都指揮劉江、指揮黃賓等事誣陷詆毀項忠。此時給事中郭鏜、御史馮瓘因依附汪直而交相彈劾項忠。項忠在朝廷上慷慨激辯而仍然下獄，竟連坐削籍。兵部武選郎中、姚璧（尚書姚夔之子）亦因聯繫九卿而彈劾汪直，亦被降職調任。
不久，大學士商輅、尚書薛遠、董方，左都御史李賓一同致仕；而依附汪直的王越擔任兵部尚書兼左都御史掌都督院事。十一月，汪直黨羽御史馮瓘為大理寺丞，戴縉為尚寶司少卿，后擢升僉都御史；王億為湖廣按察副使。
成化十四年五月，汪直請奏請武舉設科，鄉、會、殿試如進士例。

## 遼東戰事
成化十四年（1478年），海西兀者都指揮散出哈上書，言開原驗放管指揮索其珍珠豹皮。憲宗命遼東守臣勘查，管指揮者懼。恰逢當時散出哈姪產察入貢而指揮賄賂的事情，后經調查證明是誣陷。此後又散出產察發怒，謀聚眾入犯邊界。守臣於是翻譯番書，招散出哈來廣寧當面對峙，此後發生爭執，散出哈糾結部隊入邊，戰事一觸即發。汪直聽聞心腹王英之言，以為鎮撫遼東可以立功，於是請求前往。憲宗欲批准，而司禮監懷恩認為汪直年少喜功，於是去南閣，召集兵部尚書余子俊、兵部侍郎馬文升商議。隨後舉薦馬文升、詹升前往。汪直欲令王英與其一同前往，馬文升婉言拒絕了，因此招致汪直憤恨。
馬文升赴任巡撫后，命貢使重陽歸諭其眾，告訴明朝廷旨意。然而當時海西縱容部隊進犯，馬文升於是擊敗后再加以安撫。事情傳到朝廷中，汪直稱：“既然說安撫怎麼又來進犯邊界？”於是向朝廷請求親自前往。遼東各部聽聞汪直擅政，不肯去接受其安撫。汪直行至開源，馬文升在撫順，汪直亦不與其聯繫會合。於是馬文升招撫的兀者、野人、堵裡吉三百餘人皆怒欲歸。參將周俊恐怕此事坏了大局，於是對汪直说必須請馬文升見面，于是汪直就派人去請馬文升。此後馬文升抵達后，汪直問解決方略，馬文升稱：“太監既至，此屬即太監招出者也，何間彼此。”汪直知道此事不易解決，於是聽聞馬文升建議，一同抵達遼陽，再將事情彙報憲宗。
成化十五年（1479年），陳鉞擔任遼東巡撫，因不瞭解當地事務，而被馬文升調換，并約束其舉動。汪直抵達遼東后，陳鉞身著戎服伏道左邊，為其掃路裝飾廚房，并使得其住宿舒適。唯獨馬文升仍與汪直分庭抗禮，對并其隨從頤指，隨從遂詆毀馬文升。陳鉞借此再次誣陷馬文升因禁農器，不與交易，而招致外部入寇。同年六月，憲宗命汪直同刑部尚書林聰即訊遼東事，馬文升被逮捕下錦衣獄，謫戍重慶。
同年十月，遼東巡撫陳鉞請求討伐海西，憲宗命以撫寧侯朱永為總兵，陳鉞提督軍務，汪直監軍。汪直抵達遼東后，有頭目郎秀等四十人入貢，在廣寧遇到汪直，汪直誣陷其為窺伺於是掩殺，并以捷報上報。論功，加汪直歲祿，監督十二團營；朱永進保國公，陳鉞為戶部尚書。至此，海西諸部以復仇為辭，深入雲陽、青河堡等，殺掠男婦，皆支解屍體以報仇。邊將斂兵不出，陳鉞亦隱匿不上報此事。而此時，依附汪直的太僕少卿王宗彝（大學士王文之子）為僉都御史、擔任遼東巡撫。
成化十六年（1480年）正月，給事中孫博上疏弹劾東廠、西廠中傷大臣；卻遭到憲宗指責。同年三月，憲宗命汪直、保國公朱永、尚書王越率兵出塞，在威寧交戰，并獲勝，王越封威寧伯。同年四月，遼東巡按御史強珍上疏，彈劾此前太監汪直、總兵侯謙、巡撫陳鉞失機隱匿的事情。都給事中吳原、御史許進等上奏，并將陳鉞比喻為宋朝的黃潛善、賈似道。憲宗下詔罰陳鉞俸祿，陳鉞因而怨恨王越掌都督院事而縱容強珍。汪直正在巡邊還京中，陳鉞在郊外五十里相迎，訴強珍承奉王越旨意彈劾他。汪直大怒，王越亦來迓，汪直不見王越。巡撫遼東王宗彝遂阿汪直旨意，誣陷強珍妄奏，逮捕強珍至京，下錦衣衛獄，戌遼東。
同年七月，汪直上議征討安南，要求調取明成祖朱棣當年征討安南的兵馬數量與圖冊。當時劉大夏在兵部職方司任職，故意藏匿安南的典册，并向兵部尚書余子俊陳述出兵安南利害，并極力勸阻，此事最終不了了之。
成化十七年（1481年）八月，亦思馬因入寇大同，憲宗以威寧伯王越佩征西前將軍印鎮守，汪直任監軍。同年十月，巡撫宣府都御史秦紘密疏汪直縱旗校擾民，憲宗竟釋放汪直。

## 結束
當時，有盜越皇城入西內，東廠較尉緝捕逮獲，太監尚銘上報，憲宗甚喜，厚加賜賚。汪直聽後大怒稱尚銘違背其意獨擅功。尚銘恐懼，於是偷偷向憲宗上報汪直的過錯。宣宗因寵信李孜省，加上萬安勾結昭德宮而獨攬政權，亦稱汪直浸淫，憲宗於是漸漸疏遠汪直。成化十八年三月，科道交相彈劾西廠苛察，萬安亦稱應當罷免西廠，而劉珝持不可。憲宗竟然罷免西廠，朝廷內外官員均欣然大喜，劉珝則有慚色。
同年八月，因萬安恐汪直為王越所誘，於是請求恢復使用王越，調任鎮守延綏，而以都督許寧取代原職。
成化十九年（1483年）六月，汪直因為與總兵官許寧不協，巡撫郭鏜上報，憲宗於是調任汪直為南京御馬監。
同年八月，御史徐鏞上疏彈劾汪直欺罔罪，並稱：
|  | 汪直與王越、陳鉞結為腹心，自相表裡。肆羅織之文，振威福之勢，兵連西北，民困東南，天下之人但知有西廠而不知有朝廷，但知畏汪直而不知畏陛下。漸成羽翼，可為寒心。乞陛下明正典刑，以為奸臣結黨怙勢之戒。 |

憲宗表示深深贊許，於是罷免汪直，削王越為威寧伯，追奪誥券，編管安陸州。兵部尚書陳鉞、工部尚書戴縉、錦衣指揮使吳綬被革職為民。原兵部尚書項忠恢復原職。并召還馬文升，升任其為左副都御史、巡撫遼東。此後逮捕韋瑛伏誅。